# Náquera
Náquera è un comune spagnolo di 3 002 abitanti situato nella comunità autonoma Valenciana.

## Storia

### Simboli
Lo stemma è stato approvato con il decreto n. 1448 del 18 maggio 1971.